# Route départementale 3 (Hautes-Pyrénées)
Pour les articles homonymes, voir Route départementale 3.
La route départementale 3, ou RD 3, est une route départementale des Hautes-Pyrénées reliant Peyrouse à Vielle-Adour.

## Descriptif

### Longueur
L'itinéraire présente une longueur de 28,3 km.

### Nombre de voies
La RD 3 est sur la totalité de son tracé bidirectionnelle à deux voies.

### Tracé
La RD 3 traverse le département d'ouest en est au nord de l’agglomération de Lourdes, à partir de Peyrouse et rejoint Vielle-Adour à l'intersection de la route départementale D 28.
Elle coupe d'ouest en est la N 21 au niveau d'Adé et la route départementale D 935, au niveau de Hiis.
Elle raccorde le Pays des Vallées des Gaves au Pays de Tarbes et de la Haute Bigorre.

## Communes traversées
- Peyrouse
- Lourdes
- Poueyferré
- Loubajac
- Bartrès
- Adé
- Bénac
- Layrisse
- Visker
- Hiis
- Vielle-Adour

## Gestion, entretien et exploitation

### Organisation territoriale
En 2021, les services routiers départementaux sont organisés en cinq agences techniques départementales et 25 centres d'exploitation qui ont pour responsabilité l’entretien et l’exploitation des routes départementales de leur territoire. 
La RD 3 dépend des agences du Pays des Vallées des Gaves et du Pays de Tarbes et de la Haute Bigorre et des centres d'exploitation de Lourdes et de Tarbes.

### Exploitation
En saison hivernale, le département publie une carte des conditions de circulation (C1 circulation normale, C2 délicate, C3 difficile, C4 impossible).

## Galerie

Sélection de vues diverses
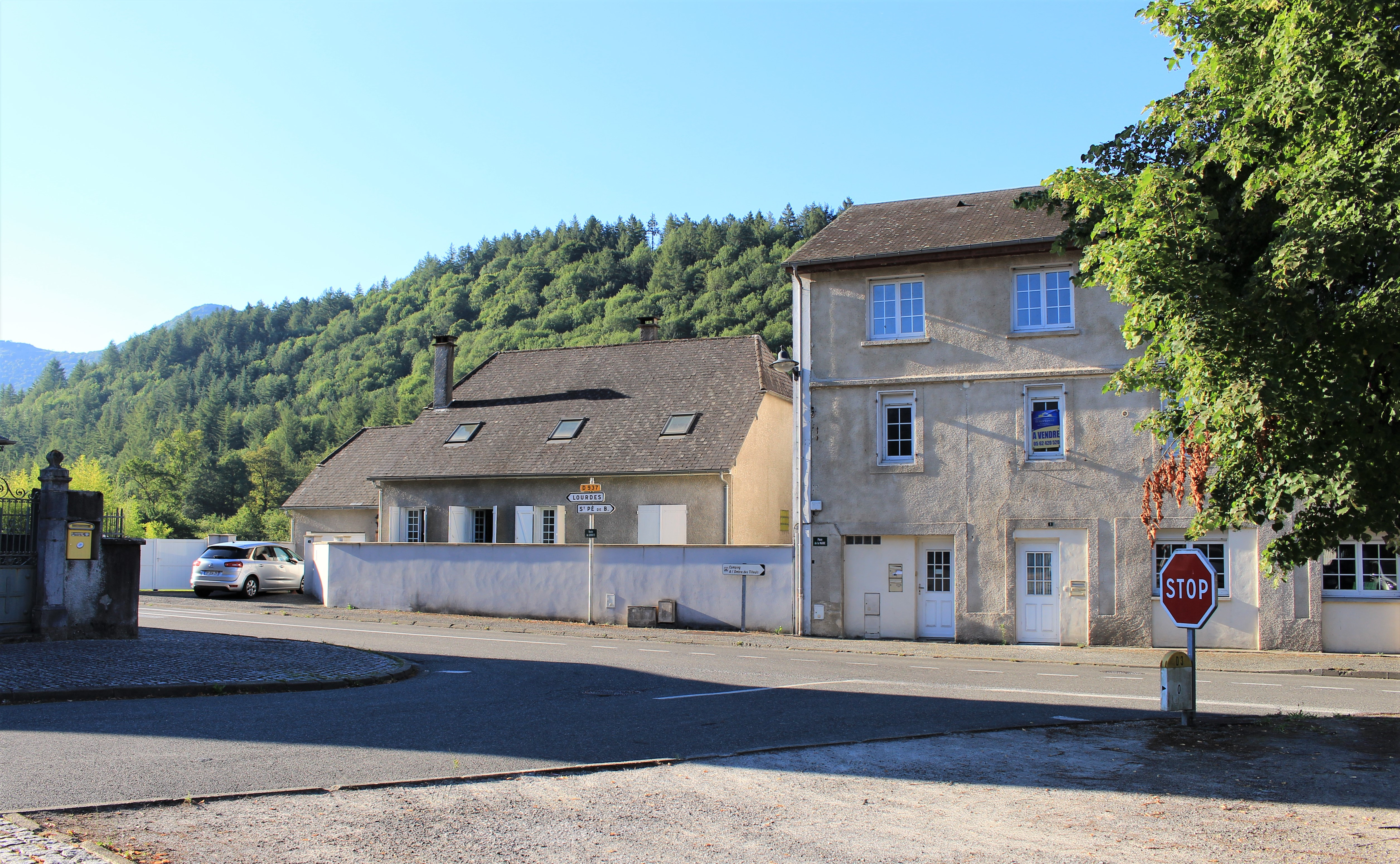
Début de la route.
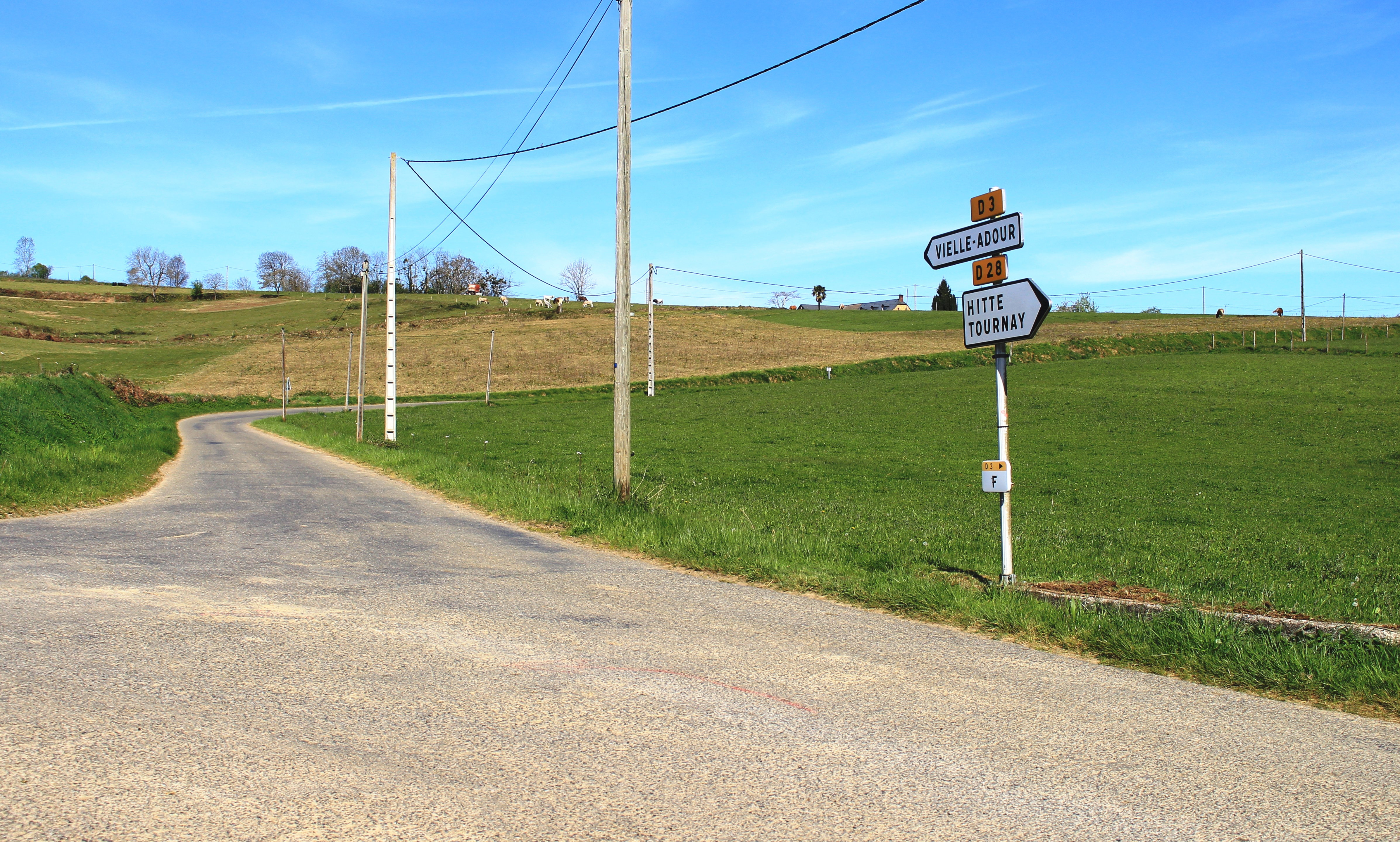
Fin de la route.
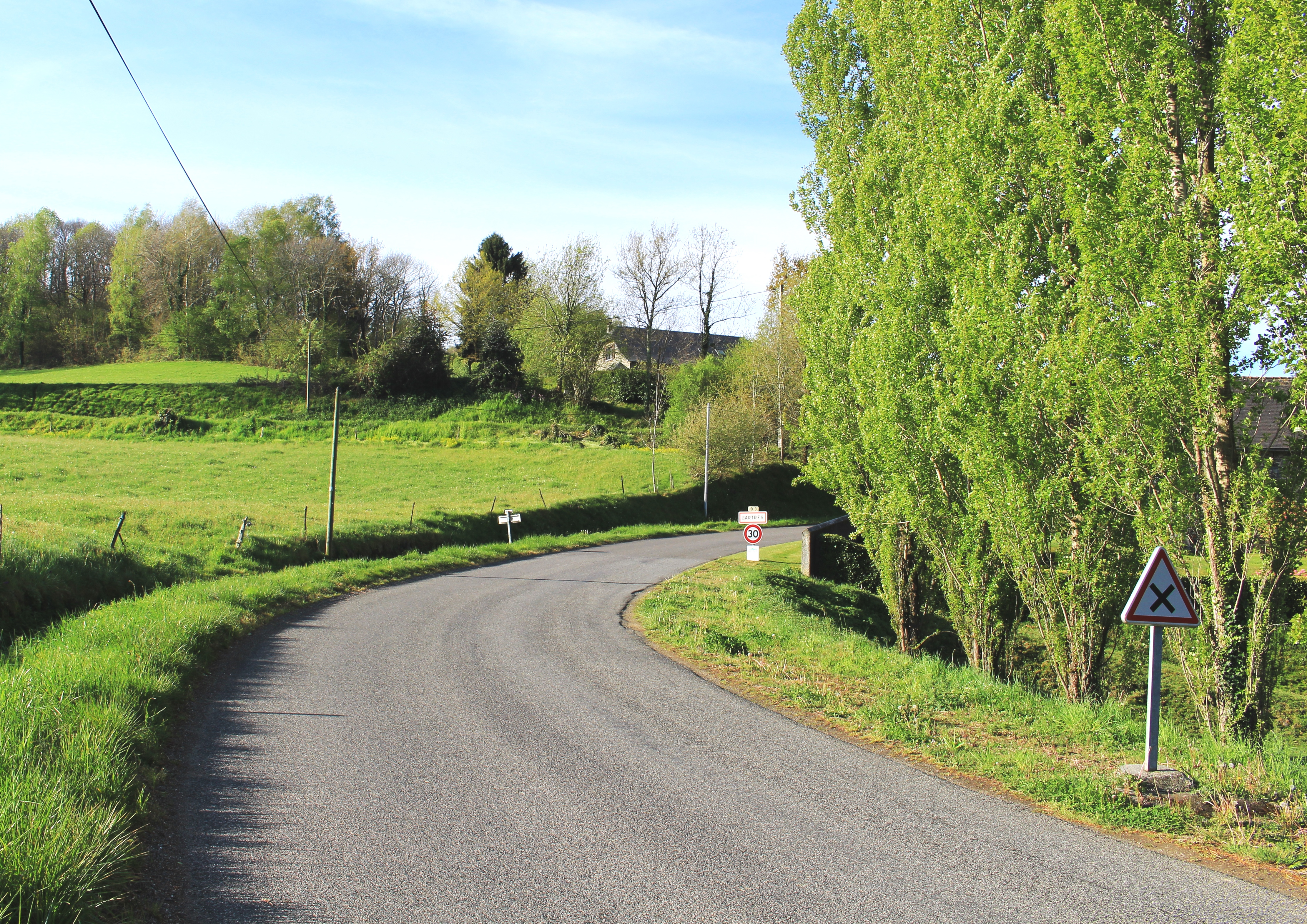
Entrée Est de Bartrès.
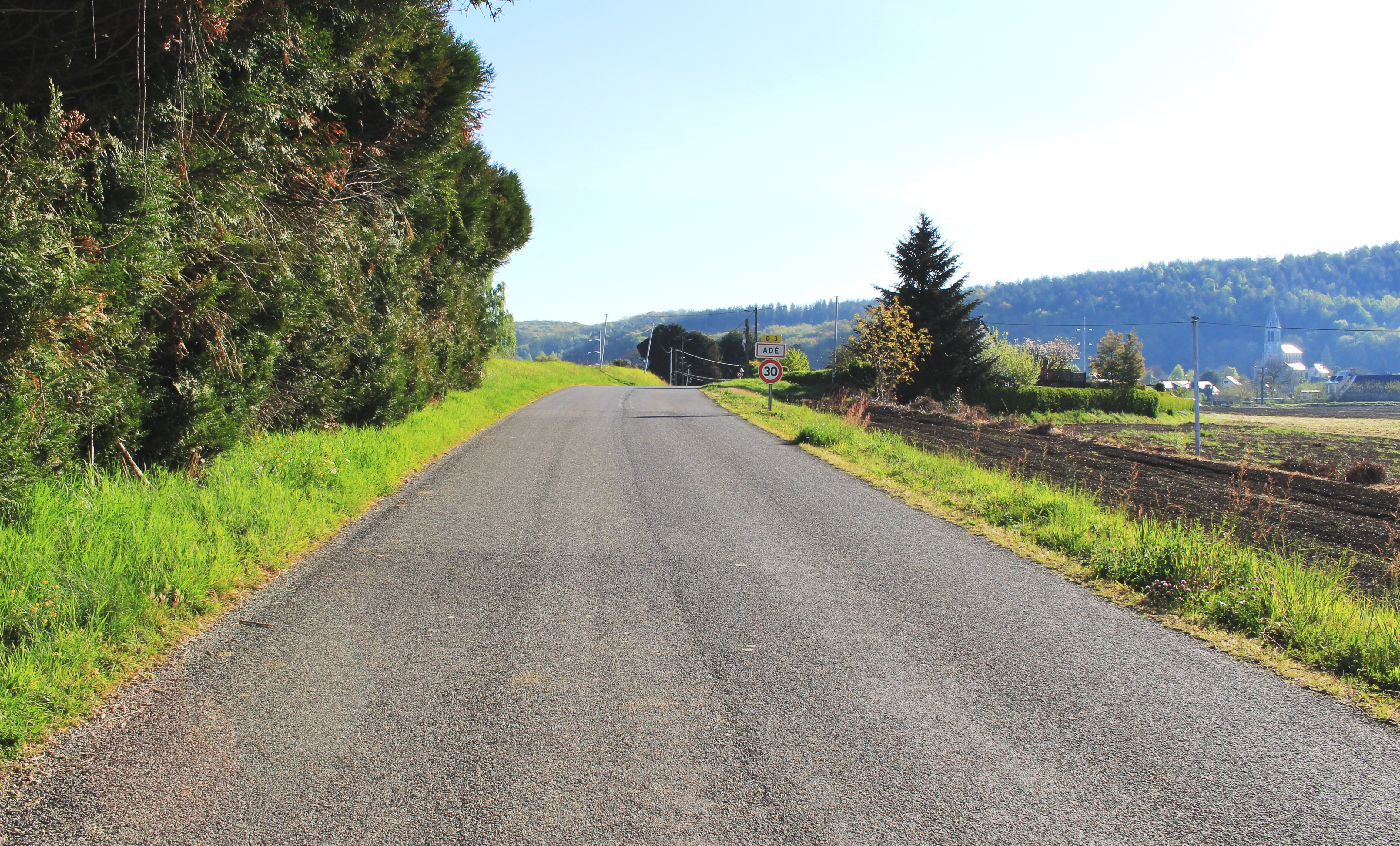
Entrée Ouest d'Adé.
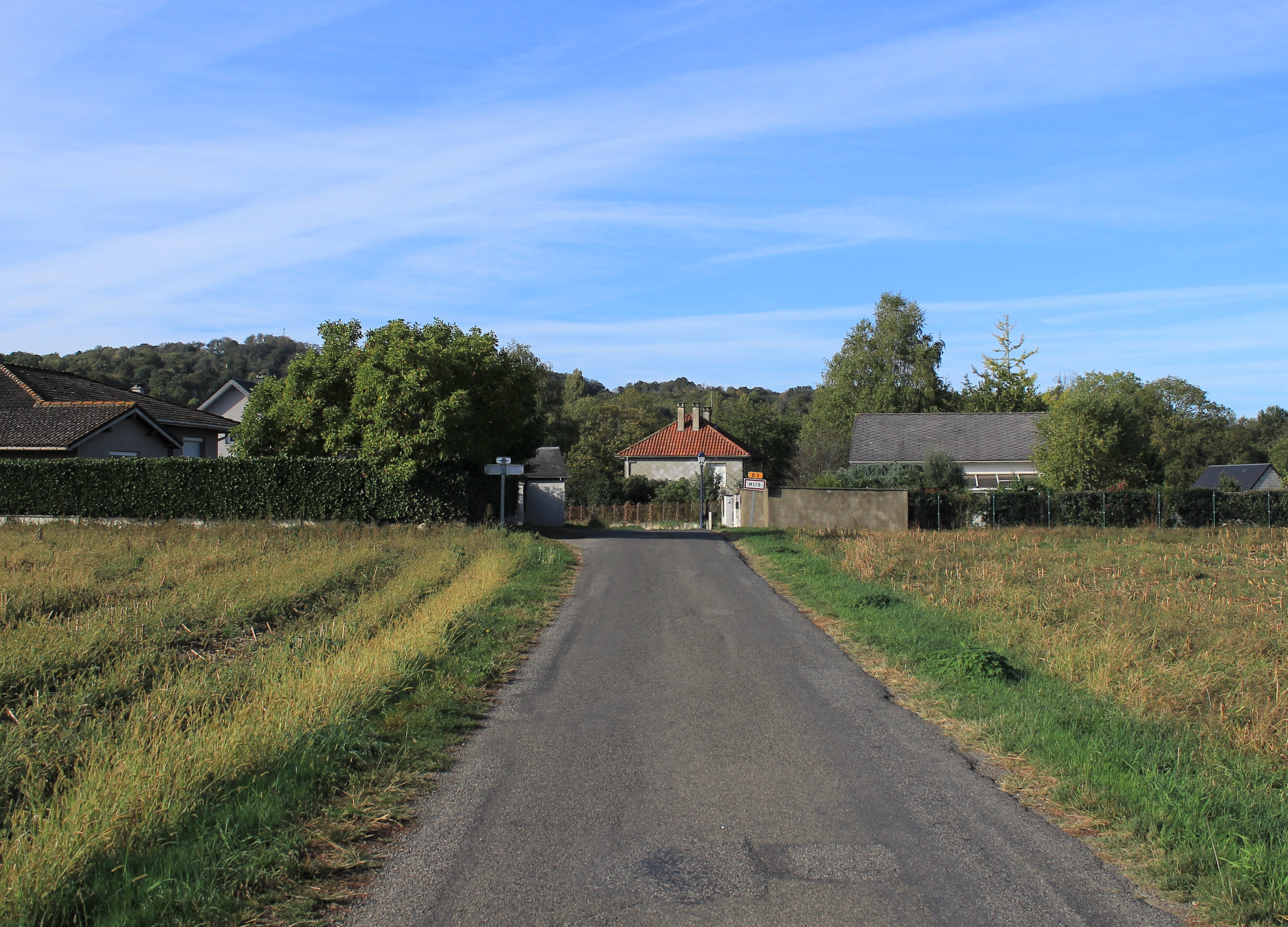
Entrée Est de Hiis.
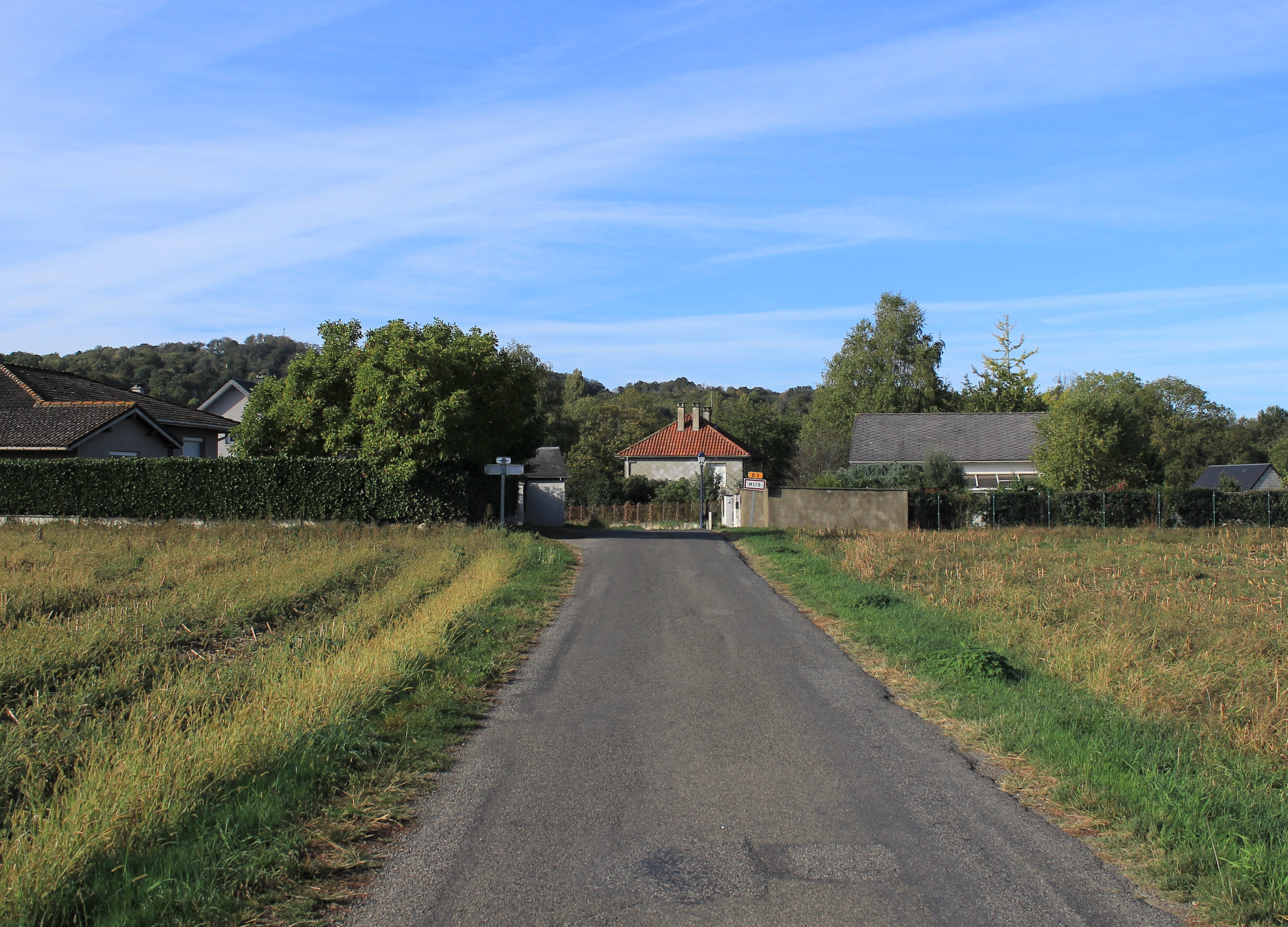
Intersection voie ferrée.
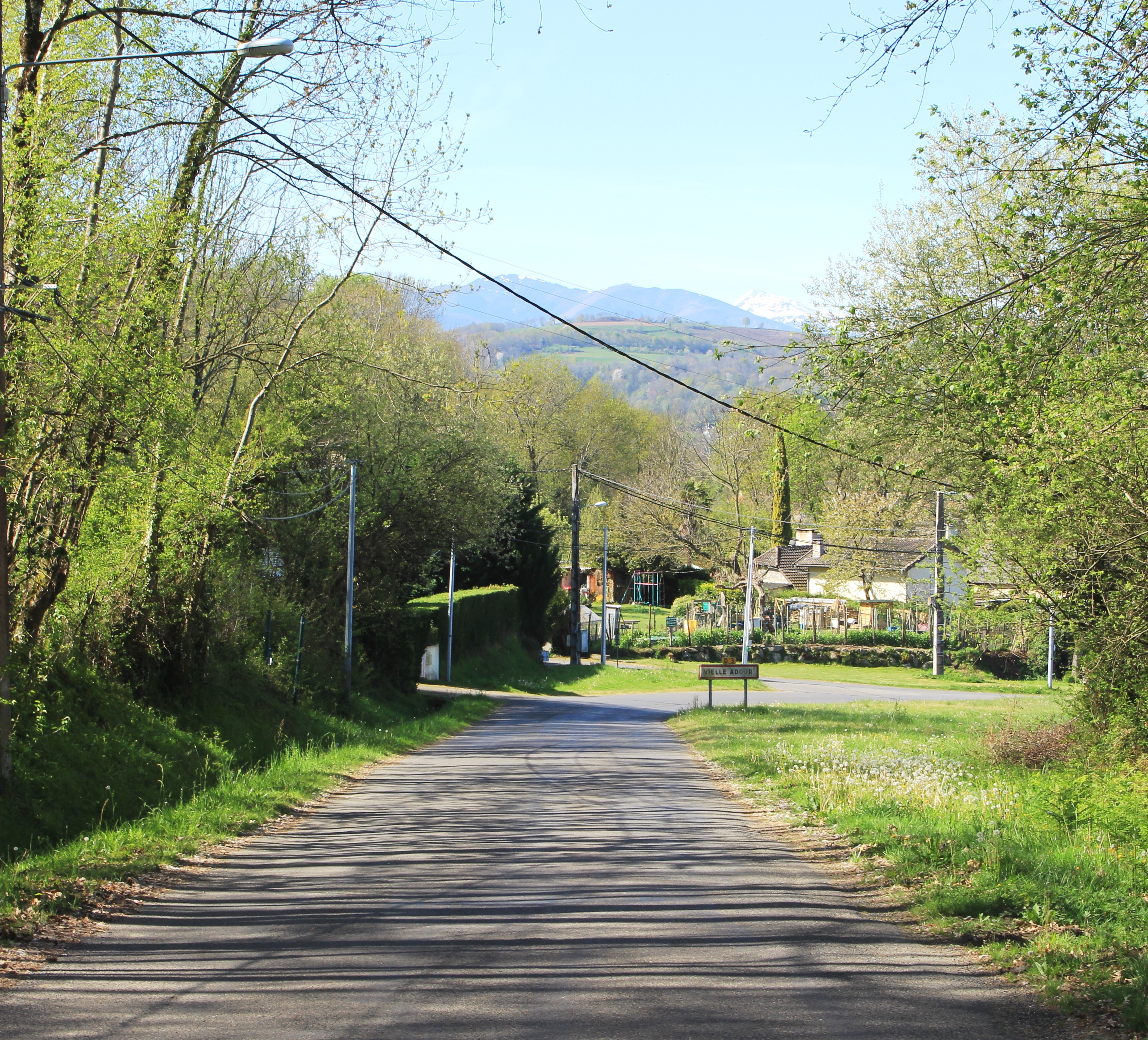
Entrée Est de Vielle-Adour.